# Балабан (інструмент)
Балабан (азерб. Balaban, лезгин. Кфіл, перс. دودوک або بالابان; Narmeh-ney, тур. Balaban або Mey, узб. Balaban) — язичковий дерев'яний духовий музичний інструмент з подвійною тростиною. Вважається ще й народним інструментом в азербайджанців, узбеків і деяких народів Північного Кавказу.
Зроблений з абрикосового або тутового дерева. Звук формується завдяки вібрації двох очеретяних пластиночок, яка виникає під впливом вдування повітря в інструмент. Висота звуку міняється, коли виконавець пальцями обох рук то відкриватиме, то закриватиме отвори, щоби добувати з інструменту необхідні йому звуки.

## Історія
Əzizim balabanı,,

Asta çal balabanı.

Hamının balası gəldi,

Bəs mənim balam hanı.
Досліджуючи письмові джерела Закавказзя, вчені довідалися, що на території Азербайджану місцевими музиками використовувалися понад 20 духових музичних інструментів. Вони вирізняються поміж собою за конструкцією та звучанням. До XXI століття дійшли менше половини з них, а найбільш поширеними є — балабан, зурна, тутек, ней і тулум.
Найпопулярнішим серед інструментів азербайджанського народу став балабан — завдяки своєму ніжному, оксамитовому, ліричному звучанню. Його злегка вібруючий, виразний тембр, нагадує звучання кларнета в нижньому регістрі.

### Походження

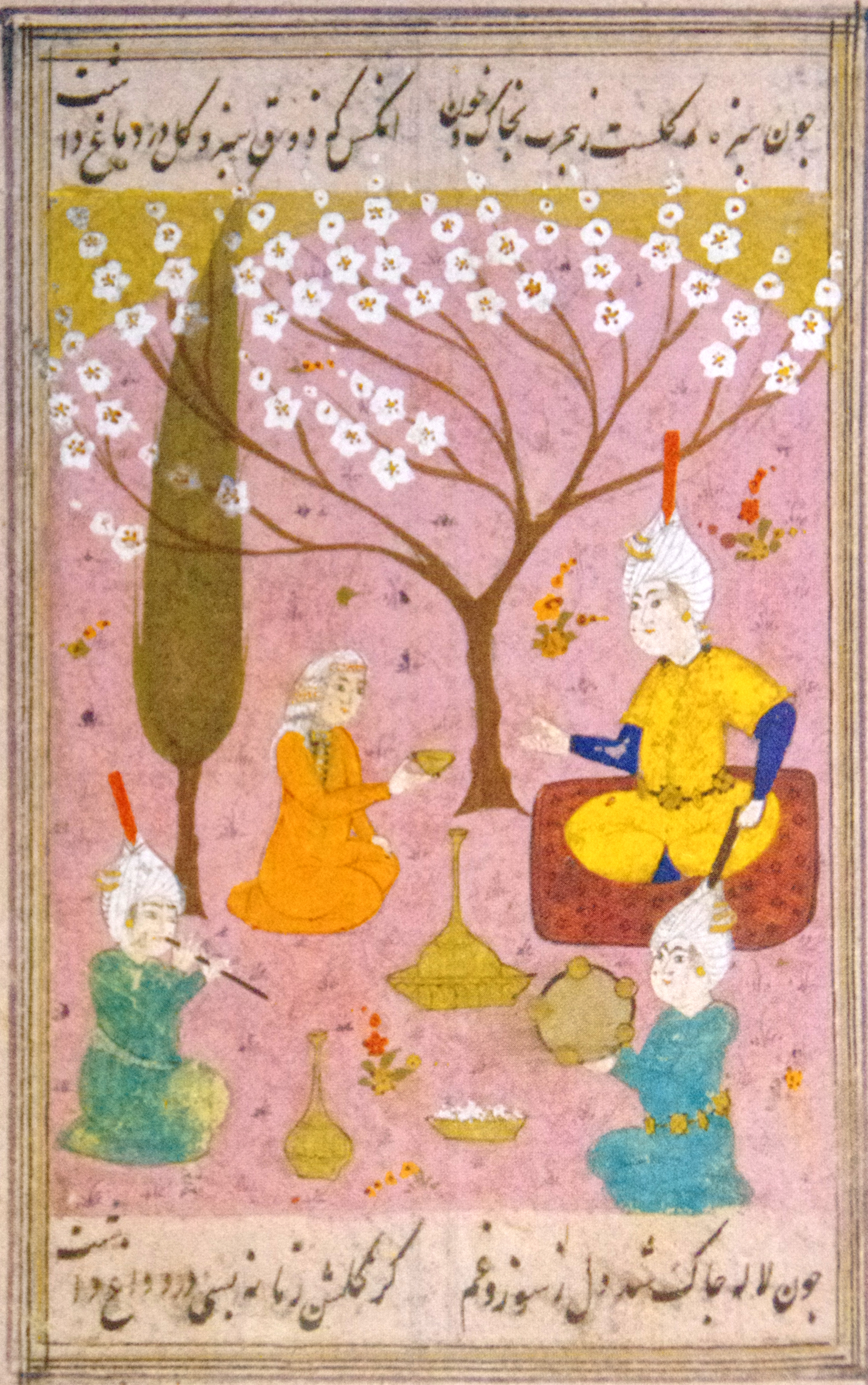
Гра на балабані (арабська мініатюра)

Балабан є одним із найдавніших духових інструментів азербайджанського народу. Ймовірно, що історія цього інструменту починалася ще 2-3 тисячоліття до нашої ери. В ті часи інструмент був поширений серед кочівників на території Середньої Азії та Кавказу. На території Мінгечаура, на розкопках, що відносяться до I століття до н. е., було знайдено духовий музичний інструмент, зроблений на кістці, який є прототипом сучасного балабана.
Назва «балабан» зустрічається в епосі «Китабі-Деде Горкуд» (VII століття). У творах турецьких авторів Марагали Абдюлькадира (1360–1435) і Ельвен Челебі (Дервіш Махмет Зіллі) (1611–1682). А згодом і у віршах класиків азербайджанської поезії.
До сучасників дійшло багато усних та писемних згадок і книжок, в яких згадується музичний інструмент — балабан. Окремо почали виходити матеріали і для гри на цьому інструменті, одна з них була написана С. Абдулселімовим. Джерелом до написання цієї книги послужили ноти незабутнього азербайджанського композитора Узеїра Хаджибекова «Балабан мектебі» (Школа балабана).

### Назва
Назву інструменту походить від двох тюркських слів, які пов'язують із характером інструменту, тобто:
- «бала» — менший або низький
- «бан» — звук або півнячий крик

У підсумку виходить, що слово балабан відповідає своєму означенню — маленький інструмент з низьким, сумним звуком.
Сучасники до цих пір користуються цими словами та виразами, наприклад, якщо в Туреччині «півень проспівав», кажуть «Хороз Отту», то в Азербайджані кажуть «Хороз банлади».

### Поширення

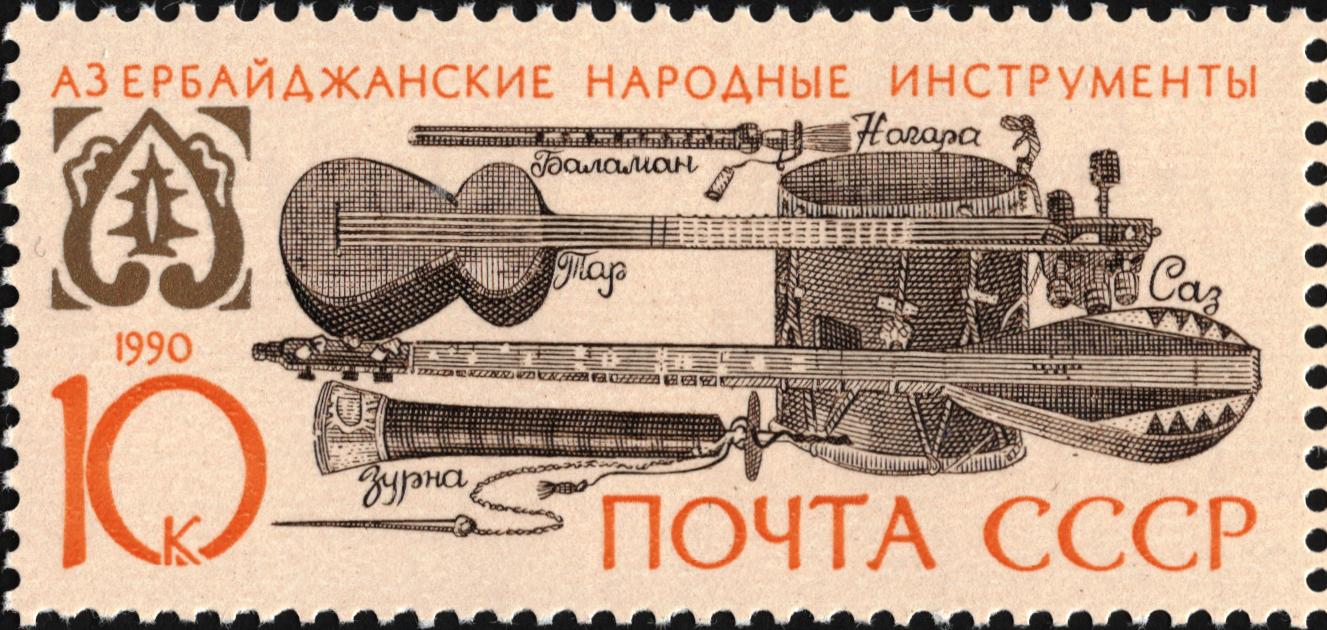
Поштова марка СРСР із зображенням балабана

За тисячоліття свого існування, балабан поширився на великі території, в різні країни світу, що призвело до зміни назви, а десь, і до зовнішнього вигляду інструменту.
| - Карабах — Баламан - Дагестан — Балабан - Китай — Гуанзи - Вірменія — Дудук - Грузія — Дудук - Туреччина — Мей | - Корея — Хуанпірі - Іран — Балабан - Узбекистан — Балабан (Буламон) - Каракалпакія — Баламан - Киргизстан — Камиш Сірнай - Японія — Хічірікі |

## Структура інструменту
Структура інструменту, якому вже кілька тисячоліть, вже утвердилася і має стандартну специфікацію (як у виготовленні, так і в техніці-манері грі). Діапазон балабана охоплює звуки від «соль» малої октави до «до» другої октави. Від майстерності виконання (як майстра-ремісника так і музиканта) залежать можливості збільшення цього діапазону ще на кілька звуків.

### Будова і виготовлення

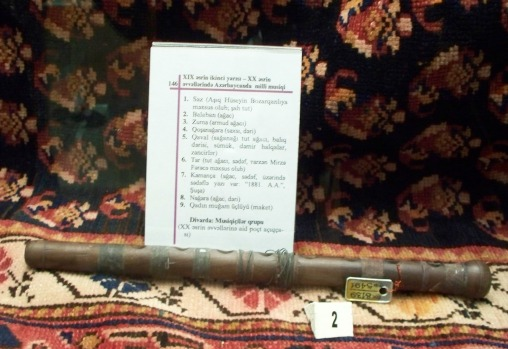
Давній дерев'яний балабан (Музей історії Азербайджану, Баку)

Балабан складається з корпуса (стовбура), тростини, регулятора і ковпачка. Загальна довжина інструменту складає 280–300 мм, а діаметр — 20-22 міліметрів.
Для виготовлення інструменту необхідні заготовки з абрикосового дерева (рідше використовують горіх, тутовик або грушку).
Виточують заготовку на спеціальному верстаті: верхньому кінцю корпуса (баш, кюп) надають кулясту форму, а нижній кінець (аяг) трохи загострюють. Звуковий канал, діаметром 10 мм, просвердлюють дрилем (в елітних і давніх екземплярів — — видовблювався).
Після цього його промащують лляною або оливковою олією і тривалий час просушують (при певній і сталій температурі).
Уже у висушеному й готовому корпусі (стовбурі) інструменту беруться за нарізку отворів: просвердлюють 8 отворів (сес пердесі) на лицьовій стороні і одне на тильній.
На тильній стороні, в точці, що відповідає половині відстані між першим і другим отворами лицьового боку, нарізається ще один отвір. З метою поліпшення ладу і тембру звучання інструменту, іноді на тильній стороні в нижньому кінці роблять ще додатковий отвір — нізам пердесі (регулюючий отвір).

### Техніка гри
Балабан це мундштучний духовий інструмент. На його головку надівається очеретяний мундштук. Мундштук сплющений з одного боку, через що цей інструмент іноді називають «ясти балабан» (тобто плоский балабан). Хомут, що надівається на мундштук, змінює звукоряд інструменту, і, відповідно, висоту звуку. Аби отримати звук з інструменту, музика має набрати повітря в порожнину рота і майстерно спрямувати його всередину мундштука, розташованого між його губами. Додатково відкриваючи чи закриваючи отвори, музикант домагається потрібної висоти звуку.

### Тональність

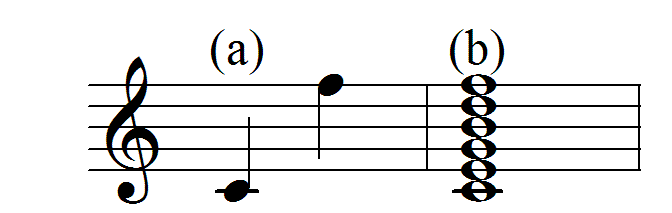
Діапазон інструменту

Музичний діапазон балабана — від «соль» малої октави до «до» другої октави. Досвідчені музиканти напружуючи м'язи губ (додаг сихма) і посилюючи вдуваний струмінь повітря досягають звучання «до дієз», «ре» і «мі бемоль» другої октави.
Переривчасте звучання досягається використанням іншої ігрової манери (богаз вурма). У низькому (бем) регістрі звучання балабана тьмяне, дзвінке, в середньому (орта) регістрі — м'яке, ліричне, а у високому (зил) регістрі — ніжне і ясне. Завдяки регулюванню сили вдування, напівзакриттям або відкриттям отворів, міняючи силу стиснення тростини губами виконавці в середньому і у високих регістрах отримують хроматичні звуки.
Музичні майстри уже створили нові різновиди балабана альтового, тенорового і басового звучання.
| \| Ладовий звукоряд \| функціональний \| 1 головний лад \| \| Ладовий звукоряд \| функціональний \| 4 азерб. şah pərdəsi-високий лад \| \| Ладовий звукоряд \| функціональний \| 6 відкритий лад \| \| Ладовий звукоряд \| функціональний \| 8 нижній лад \| \| Ладовий звукоряд \| функціональний \| зворотня сторона — зворотній лад \| \| Ладовий звукоряд \| тон голосу \| 2 азерб. segah лад (1) \| \| Ладовий звукоряд \| тон голосу \| 5 азерб. segah лад (2) \| \| Ладовий звукоряд \| тон голосу \| 7 азерб. mahur лад \| \| Ладовий звукоряд \| акустичний \| нижній — баланс \| |                |                                  |
| Ладовий звукоряд | функціональний | 1 головний лад                   |
| Ладовий звукоряд | функціональний | 4 азерб. şah pərdəsi-високий лад |
| Ладовий звукоряд | функціональний | 6 відкритий лад                  |
| Ладовий звукоряд | функціональний | 8 нижній лад                     |
| Ладовий звукоряд | функціональний | зворотня сторона — зворотній лад |
| Ладовий звукоряд | тон голосу     | 2 азерб. segah лад (1)           |
| Ладовий звукоряд | тон голосу     | 5 азерб. segah лад (2)           |
| Ладовий звукоряд | тон голосу     | 7 азерб. mahur лад               |
| Ладовий звукоряд | акустичний     | нижній — баланс                  |

## Балабан в музиці

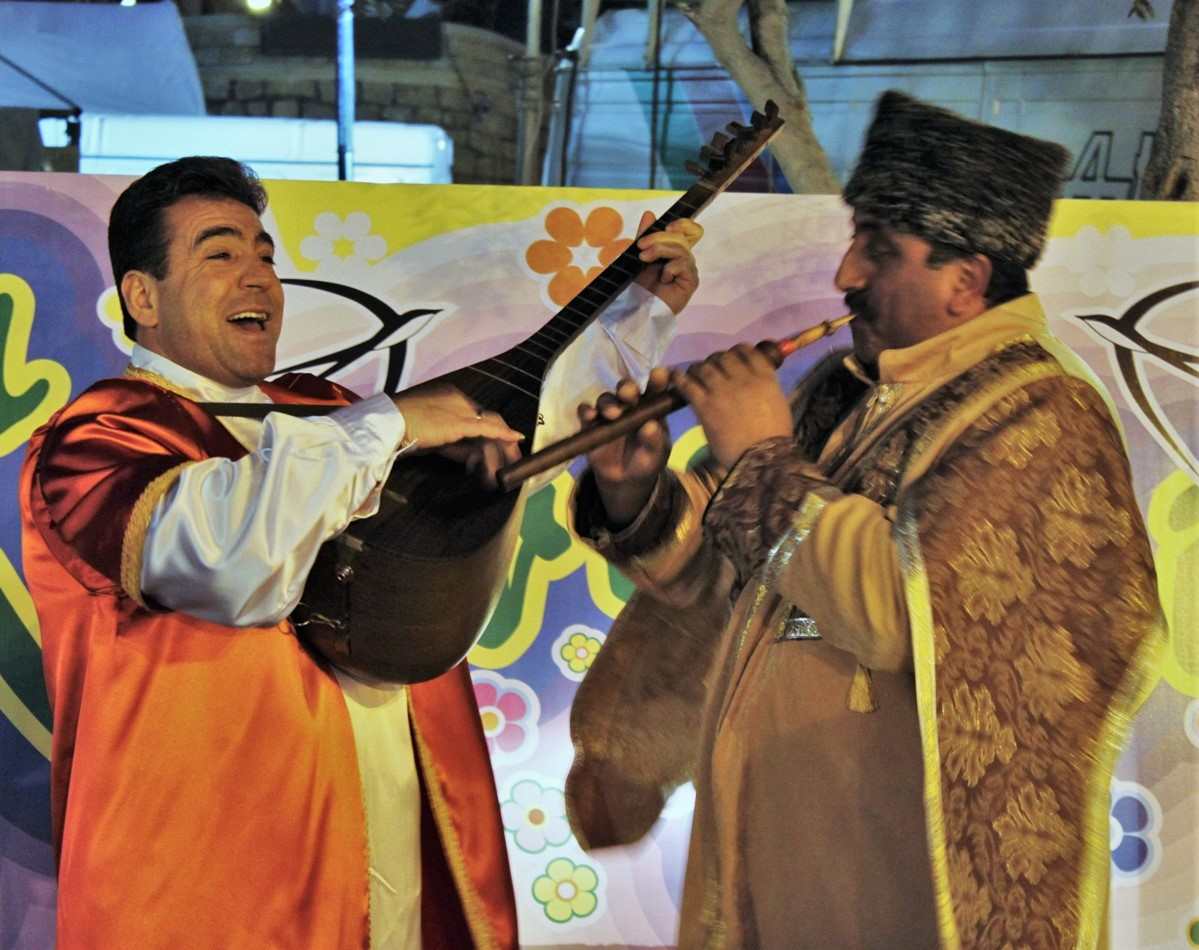
Азербайджанські музики Ашуги в Баку

Азербайджанський балабан використовується як для сольних так і для оркестрових партій, будучи в складі оркестрів, ансамблів та інших фольклорних груп.
- в поєднанні із ще одним балабаном формується традиційний вокально-інструментальнний дует для виконання азербайджанських народних мугамів[13];
- в поєднанні із ударно-мембанними інструментами Нагаре, Гоша-нагаре формується народний колектив балабанчилар дестесі;
- в поєднанні Саза, Балабана і Ударного інструменту формується ашузький ансамбль — традиційний азербайджанський фольклорний колектив (як троїсті музики — в українців),
- в поєднанні з ще одним Духовим інструментом (зазвичай — зурна) і Балабана формується традиційний азербайджанський духовий народний колектив;
- в поєднанні із ще одним балабаном формується традиційний вокально-інструментальний дует для виконання азербайджанських народних мугамів;
- в поєднанні із ударно-мембранними інструментами Нагаре, Гоша-нагаре, Сазом, Баяном та іншими інструментами формується музичний колектив для виконання танцювальної музики (на весіллях та великих святах);

Зазвичай, коли грають традиційного мугама то виступають два балабаністи: один — соліст (уста-майстер), він грає мелодію пісні чи танцю, а інший — дамкеш (учень). «Дам» в перекладі означає подих, підспівування, у східній музиці — «співзвучність мелодії». Дамкеш, використовуючи особливий спосіб безперервного добування звуку, забезпечує специфічне остинантне звучання головних ступенів ладу, створюючи своєрідний колористичний фон солісту-балабаністу (тобто, акомпанує йому бурдоном на одній, постійній по висоті, низькій тональності).
В 1931 році в Баку було організовано Азербайджанський оркестр Народних Інструментів, в якому на високому мистецькому рівні почали і, досі, продовжують використовувати балабан — народний музичний інструмент Азербайджану.
Балабан, як сольний інструмент у високих і низьких регістрах яскраво використовується у творах:
- «Друга фантазія» — Узеїра Гаджибекова;
- «Азербайджан чёллерінде» («На полях Азербайджану») — Мусліма Магомаєва;
- «Регс сюітаси» («Танцювальна сюїта») — Халіла Джафарова.

Художньо-технічні можливості балабана (особливо при виконанні акордів) яскраво проявляються:
- в п'єсі «Хаяла даларкан» Сулеймана Алєскєрова (вперше було складено партії для балабана та оркестру народних інструментів);
- в «П'єсі» для чотирьох балабанів Назіма Азімова.

Нове звучання музичного інструменту придають сучасники, особливо в популярній музиці:
- Балабан використовувався у двох піснях Азербайджану на конкурсі пісні Євробачення: у пісні Сабіни Бабаєвої «When the Music Dies»[14] і Діляри Казімової «Start a Fire»[15];
- Сучасний виконавець «Gökmen» постійно використовує звучання балабана у своїх піснях, зокрема «Eziz Dostum»;
- Нове звучання балабана і нові інструментальні поєднання сповідує Максад Азізов (Məqsəd Əzizov).

Проте, головними носіями музичної культури балабану залишаються відомі музиканти-віртуози балабаністи: Аліхан Самедов (Əlixan Səmədov), Алакбер Асгеров (Ələkbər Əsgərov), Мюбаріз Атаєв (Mübariz Atayev), Бабахан Аміров (Babaxan Əmirov), Бахруз Зейналов (Bəhruz Zeynalov), Шірзад Фаталієв (Şirzad Fətəliyev) та вірменин Гаспарян Дживан Арамаїсович.

## Фільмографія
1. «Balaban» («Azərbaycanfilm»,1987);
2. «Yastı balaban» («Azərbaycanfilm», 2005);
3. «Balaban» («Azərbaycanfilm», 2011).

## Підручники
- Узеїр Хаджибеков «Балабан мектебі» (Школа балабана);
- Рафік Імрані, Меджнун Керімов «Азербайджанские музыкальные инструменты»;
- Аббасгюлю Наджафзаде «Толковый словарь Азербайджанских музыкальных инструментов»;
- Сонгюль Карахасаноглу Ата «Мей и его методы»;
- Ільхам Алієв. Азербайджанська національна енциклопедія = Azärbaycan milli ensiklopediyası. — Баку : "Azärbaycan Milli Ensiklopediyası" Elmi märkäzi, 2007. — ISBN 9789952441017.
- Abbasqulu Nəcəfzadə. «Azərbaycan çalğı alətlərinin izahlı lüğəti»